# The Elected Member
The Elected Member ist der Titel eines Romans von Bernice Rubens. Das Buch war ein Bestseller und wurde im Jahre 1970 mit dem englischen Booker Prize ausgezeichnet. Der 1969 von Bernice Rubens geschriebene Roman The Elected Member spielt in den 60er Jahren in London. Im Mittelpunkt stehen Norman Zweck, ein 41-jähriger Drogenabhängiger, und seine jüdische Familie, die versucht mit seiner Abhängigkeit zurechtzukommen.

## Inhaltsangabe
Als jüdischer Flüchtling kommt Normans Vater Abraham nach London, wo er sehr bald eine Familie gründet, Norman als ältesten Sohn und zwei Schwestern. Norman wird zum Vorzeigekind der Familie. Mit neun Jahren spricht er sechs, mit zwölf neun Sprachen. Das weckt mediale Aufmerksamkeit. Bald ist er ein Anwalt, dessen Prozesse mit großem Interesse verfolgt werden. Im Privaten verliebt sich Norman in seinen langjährigen Schulfreund David. Dieser verlobt sich mit Normans Schwester Esther, was Norman schon psychisch aus der Bahn wirft. Er kapselt sich ab. Als Esther dann mit einem anderen, nicht jüdischen Mann durchbrennt, nimmt sich David das Leben. Norman findet den Toten und erleidet einen psychischen Schock. Um diese Erfahrung zu verdrängen, nimmt er das stark süchtig machende Halluzinogen Amphetamin. Die Folgen sind der fast komplette Rückzug aus der realen Welt und ein Abdriften in eine irreale Wahnwelt mit Halluzinationen. Nach mehrjährigem Konsum und Versuchen, clean zu werden, hat er wieder ein Tief. Normans Vater und der Hausarzt beschließen, ihn in eine psychiatrische Klinik einzuweisen. In der Klinik schafft Norman es weiterhin, Amphetamin zu besorgen und es zu konsumieren, weshalb erst keine Besserung in Sicht ist. Das Buch endet mit dem Tod von Normans Bettnachbar und Drogenversorger und dem Tod von Normans Vater, den Normans Einweisung psychisch labil gemacht hatte.

## Schreibstil
Durch Bernice Rubens schnell die Perspektive wechselnde Erzählform sind alle Charaktere sehr transparent, und es ist leicht, sich sowohl in Normans Abhängigkeit als auch die Gemütslage der Angehörigen zu versetzen.